# 3601 Velikhov
3601 Velikhov (1979 SP9) là một tiểu hành tinh nằm phía ngoài của vành đai chính được phát hiện ngày 22 tháng 9 năm 1979 bởi N. Chernykh ở Nauchnyj.